# سليمان بن حمدان
سليمان بن عبد الرحمن بن محمد آل حمدان (1322 هـ - 1397 هـ)، فقيه حنبلي.

## سيرته
ولد في مدينة المجمعة في سنة 1322 هـ، ونشأ بها، وحفظ القرآن وشرع في طلب العلم فأخذ عن عبد الله بن عبد العزيز العنقري، وإبراهيم بن صالح بن عيسى، ثم سافر إلى الرياض لطلب العلم فأخذ عن سعد بن حمد بن عتيق وسليمان بن سحمان، وحمد بن فارس وغيرهم.
ولي القضاء في الطائف مع إمامة وخطابة مسجد ابن عباس، ثم نقل إلى قضاء المدينة المنورة مع إمامة وخطابة المسجد النبوي والتدريس فيه، ثم نقل رئاسة القضاء في مكة المكرمة ثم طلب الإعفاء فأعفي وبقي في مكة حتى وافاه أجله في الطائف.
توفي ابن حمدان في الطائف، في 12 شعبان سنة 1397 هـ، وصلي عليه في مسجد ابن عباس، ودفن في الطائف. ولم يخلف ذرية.

## مؤلفاته
- تراجم لمتأخري الحنابلة
- كشف النقاب عن مؤلفات الأصحاب
- الأجوبة الحسان على أسئلة مرشد باكستان
- أدلة النصوص المصدقة في رد الأكاذيب الملفقة من أهل الإلحاد والزندقة
- ترتيب لقواعد ابن رجب على أبواب الفقه
- بيان الحجج والأدلة
- دلالة النصوص والاجماع على فرض القتال للكفر والدفاع
- الدر النضيد على أبواب كتاب التوحيد
- الرسالة البيروتية
- الدرة الثمينة في الفرائض على المذهب
- تسهيل المطالب من الدرة الثمينة للطالب
- بحث في بيان حكم شرب البيبسي والكاكولا وغيرهما من المشروبات الغازية والكحولية
- رسالة في مناسك الحج
- نظم دليل الطالب في الفقه الحنبلي
- نقض المباني من فتوى اليماني، وتحقيق المرام فيما يتعلق بالمقام
- ملاحظاتي حال مطالعاتي
- هداية الأريب الأمجد في معرفة أصحاب الرواية عن الإمام أحمد
- ثبته في رواية كتب السنة
- البراهين والأدلة الكافية في القناعة برفع المسيح وأن نزوله من أشراط الساعة
- الدرة الثمينة فيما يشرع و يمنع في حق قاصد المدينة
- ترجمة الشيخ سليمان بن سحمان
- ما رأيت وما سمعت من الفوائد في القضايا الفقهية
- تجريد رؤوس مسائل التمهيد
- مختصر التحرير في أصول الفقه